# Sigma Corporation
Sigma Corporation (japansk: 株式会社シグマ; Kabushiki-gaisha Shiguma) er en japansk virksomhed, som blev etableret i 1961, og som fremstiller kameraer, objektiver, blitz og andet fotografisk udstyr. Alle Sigmas produkter bliver fremstillet i virksomhedens egen Aizufabrik i Bandai i Japan. Selv om virksomheden fremstiller adskillige egne kameraer, er den dog mest kendt for at fremstille objektiver og andet fotografisk udstyr tilpasset kameraer fremstillet af andre virksomheder.
Sigma laver objektiver, som er kompatible med objektivfatningen til kameraer fra Canon, Nikon, Pentax, Konica Minolta, Sony, Olympus og Panasonic, såvel som Sigmas egne kameraer. Sigmas objektiver er sædvanligvis billigere end de andre producenters objektiver, og er af den grund ofte bundlet med andre producenters kamerahuse, for at give et billigere alternativ end hvis originalproducentens egne objektiv blev benyttet.